# Enrique Granados
Enrique Granados Campina (1867-1916) là nhà soạn nhạc, nghệ sĩ piano, nhạc trưởng người Tây Ban Nha.

## Cuộc đời và sự nghiệp
Ông sinh ra ở Lleida, Tây Ban Nha, con trai của Calixto Granados, một đại úy quân đội Tây Ban Nha, và Enriqueta Campina. Lúc nhỏ ông học piano tại Barcelona với Francisco Jurnet và Joan Baptista Pujol.
Năm 1887 ông đến Paris để học. Ông không thể trở thành một sinh viên tại Nhạc viện Paris, nhưng ông đã có thể có những bài học riêng với giáo sư nhạc viện, Charles-de Wilfrid Bériot, có mẹ, giọng nữ cao Maria Malibran, là người gốc Tây Ban Nha.
Enrique Granados học âm nhạc với Felip Pedrell. Năm 1900, Granados sáng lập Hội Hòa nhạc cổ điển Madrid, dàn dưng và chỉ huy dàn nhạc giao hưởng của Hội. Năm 1901, ông lãnh đạo Viện Hàn lâm âm nhạc tại thành phố Barcelona (nay là Viện Hàn lâm Granados).
Năm 1911, ông cho ra mắt tác phẩm của mình là tổ khúc cho piano Goyescas mà đã trở thành tác phẩm nổi tiếng nhất của ông. Nó là một tập hợp của sáu phần dựa trên bức tranh của Francisco de Goya.

## Phong cách sáng tác
Âm nhạc của Enrique Granedos sử dụng rộng rãi tiết tấu và âm điệu của những dân ca, dân vũ Tây Ban Nha, với giai điệu cực kỳ phong phú.

## Các tác phẩm
Sau đây là các tác phẩm của Enrique Granados:
- 6 vở opera, tiêu biểu có:

- Maria del Carmen (1898)
- Goyescas (1915)

- Giao hưởng thơ Dante
- Những tổ khúc cho dàn nhạc giao hưởng
- Các tổ khúc cho piano, nổi bật có:

- Những điệu nhảy Tây Ban Nha
- Raspodia Aragonesa
- Goyescas

- Các ca khúc, tiêu biểu là Colección de tonadillas

## Danh mục tác phẩm
xxxxthumbnail|Enric Granados by David Santsalvador. 1936.]]
- 12 danzas españolas (1890) viết cho piano; Op. 37, H. 142, DLR 1:2. Gồm 4 phần: Vol. 1: Galante (or Minueto), Orientale, Fandango (hay Zarabanda); Vol. 2: Villanesca; Andaluza (hay Playera); Rondalla aragonesa (hay Jota); Vol. 3: Valenciana; Sardana (hay Asturiana); Romántica (hay Mazurca); Vol. 4: Melancólica (hay Danza Triste); Zambra; Arabesca.
- María del Carmen (1898), opera
- Allegro de concierto (1903)
- Escenas románticas (1903) viết cho piano. The individual "scenes" are: Mazurca; Berceuse; Allegretto; Mazurka; Allegro appassionato; Epílogo
- Dante (1908), symphonic poem
- Tonadillas al estilo antiguo, H136 (1910) for voice and piano, settings of a group of poems by Fernando Periquet. Titles of individual songs in the collection are: 1.Amor y odio; 2.Callejeo; 3.El majo discreto; 4.El majo olvidado; 5.El majo tímido; 6.El mirar de la maja; 7.El tra-la-la y el punteado; 8.La maja de Goya; 9.La maja dolorosa I (Oh muerte cruel!), II (Ay majo de mi vida!), y III (De aquel majo amante); 10.La currutacas modestas (duet).
- Canciones españolas for voice and piano. Titles of individual songs in the collection (perhaps in the right order) are: Yo no tengo quien me llore; Cantar I; Por una mirada, un mundo; Si al retiro me llavas...; Canción; Serenata; Canto gitano.
- Cançons catalanas for voice and piano. Titles of individual songs in the collection (perhaps in the right order) are: L'ocell profeta; Elegia eterna; Cançó de Gener; Cançó d'amor; Cançoneta; La boira.
- Goyescas (1911), tổ khúc viết cho piano, với tựa là "Los majos enamorados" gồm 6 chương in trong hai tập nhạc. Các chương gồm: tập nhạc thứ nhất: Los requiebros; Coloquio en la reja; El fandango de candil; Quejas ó La maja y el ruiseñor; tập nhạc thứ hai: El amor y la muerte; Epilogo (Serenata del espectro). Chương El pelele, dù không được ấn hành là một chương của Goyescas nhưng vẫn được thêm vào sau này. Người ta thường biểu diễn nó là chương cuối, dựa trên nhạc nền mở đầu của vở opera Goyescas, khi "pelele" được tung vào không trung bởi "majas."
- Bocetos (1912) gồm các chương: Despertar del cazador; El hada y el niño; Vals muy lento; La campana de la tarde
- Colección de canciones amatorias (1915) for voice and piano. Titles of individual songs in the collection are: Descúbrase el pensamiento de mi secreto cuidado; Mañanica era; Llorad, corazón, que tenéis razón 'Lloraba la niña'; Mira que soy niña; Iban al pinar 'Serranas de Cuenca'; Gracia mía.
- Goyescas, opera, 1916
- 6 Estudios expresivos
- 6 Piezas sobre cantos populares españoles, bao gồm: Añoranza; Ecos de la parranda; Vascongada; Marcha oriental; Zambra; Zapateado
- Madrigal, viết cho cello và piano
- 8 Valses Poéticos, viết cho Piano, gồm No 6 Vals Poético
- Trio, viết cho piano, violin, and cello.
- Military March, viết cho piano Op.38

## Các bản ghi âm của Granados
- Goyescas, Part 1, Los Requiebros as recorded by Granados on piano roll, c. 1913, Paris (Info)
- L'escola pianística catalana (Enregistraments històrics) (la mà de guido, LMG3060 Lưu trữ ngày 17 tháng 10 năm 2008 tại Wayback Machine)
- Enrique Granados today playing his 1913 interpretations (The Welte Mignon Mystery Vol. I)
- Enrique Granados: Composer as Pianist (Pierian Recording Society, PIR0002) ASIN B000051ZMS
- Masters of the Piano Roll: Granados Plays Granados (Dal Segno Records, DSPRCD008)
- The Catalan Piano Tradition (VAI Audio, 1001) ASIN B000003LIC
- Rollos de Pianola (Obras de Albéniz, Granados, Turina, Ocón, Chapí, Alonso y Otros) (Almaviva, DS – 0141) ASIN B000GI34D6
- Piano Rolls Lưu trữ ngày 1 tháng 3 năm 2010 tại Wayback Machine (The Reproducing Piano Roll Foundation Lưu trữ ngày 1 tháng 3 năm 2010 tại Wayback Machine)